# Desmond Morris
Desmond John Morris (* 24. ledna 1928 Purton) je anglický zoolog, etolog, surrealistický malíř, jeden z nejvýznamnějších představitelů sociobiologie.
Celosvětovou slávu získal roku 1967 knihou The Naked Ape (Nahá opice), kde zaútočil na klasický antropologický pohled na člověka a vyzval k tomu studovat člověka jako zvíře. Později proslul i televizními dokumentárními cykly pro BBC, z nichž nejznámějším a po celém světě vysílaným se stal cyklus The Human Animal z roku 1994. Od roku 1973 pracoval v týmu Nikolaase Tinbergena, nositele Nobelovy ceny. Proti tomu jeho dílo malířské a uměnovědné (např. kniha The Art of Ancient Cyprus) není tak známé, byť velký ohlas vyvolaly jeho výstavy obrazů namalovaných šimpanzi, které doplnil obrázky, jež malovaly děti, aby ukázal podobnosti.
V roce 1948 se konala první samostatná výstava jeho obrazů. V roce 1950 vystavoval své dílo v Londýně společně se surrealistickým malířem Joanem Miróem. Roku 2018 vyšla Morrisova kniha Životy surrealistů, která zachycuje spíše než dílo životní osudy a charaktery vybraných umělců.

### České překlady
- Nahá opice: zoolog studuje lidského živočicha, Praha, Mladá fronta 1971
- Lidské mládě: co (ne)víte o nemluvňatech, Praha, Argo 1995.
- Lidský živočich: osobní pohled na lidský druh, Praha, Euromedia Group 1997.
- Řeč těla, Praha, IŽ 1999.
- Psi: slovník psích plemen, Praha, BB Art 2005.
- Nahá žena, Brno, Alman 2006.
- Životy surrealistů, Bourdon 2018.

## Filmografie
- Zootime (1956–67)
- Life (1965–67)
- The Human Race (1982)
- The Animals Roadshow (1987–89)
- The Animal Contract (1989)
- Animal Country (1991–96)
- The Human Animal (1994)
- The Human Sexes (1997)